# Mikko Juva
Mikko Einar Juva (ur. 22 listopada 1918 w Kaarlela, zm. 1 stycznia 2004 w Turku) – fiński polityk i duchowny ewangelicki.
Był teologiem, prof. Uniwersytetu w Turku i Uniwersytetu Helsińskiego; 1950 obronił pracę doktorską (w której zajął się analizą zachowania inteligencji fińskiej w okresie kryzysu religijnego liberalizmu w połowie XIX wieku), 1955 habilitował się. Działał jako deputowany do parlamentu (1964-66) i lider Liberalnej Partii Ludowej (1965–1968). 1971–1973 rektor, a 1973–1978 kanclerz Uniwersytetu Helsińskiego.
1978–1982 był arcybiskupem Ewangelicko-Luterańskiego Kościoła Finlandii, 1982 przeszedł na emeryturę.